# Salt (Lizz Wright-album)
Salt från 2003 är den amerikanska jazzsångerskan Lizz Wrights debutalbum.

## Låtlista
1. Open Your Eyes, You Can Fly (Chick Corea/Neville Potter) – 5:07
2. Salt (Lizz Wright) – 3:25
3. Afro Blue (Oscar Brown/Mongo Santamaria) – 5:51
4. Soon As I Get Home (Charlie Smalls) – 4:26
5. Walk with Me, Lord (trad) – 4:06
6. Eternity (Lizz Wright) – 3:35
7. Goodbye (Gordon Jenkins) – 3:57
8. Vocalise/End of the Line (Sergej Rachmaninov/John Edmonson/Cynthia Medley) – 4:33
9. Fire (Lizz Wright) – 4:15
10. Blue Rose (Kenny Banks/Lizz Wright) – 4:06
11. Lead the Way (Brian Blade) – 4:23
12. Silence (Lizz Wright) – 2:42

## Medverkande
- Lizz Wright – sång
- Myron Walden – basklarinett (spår 11), altsaxofon (spår 2, 3, 11)
- Chris Potter – sopransaxofon (spår 7)
- Derrick Gardner – trumpet (spår 2, 3)
- Vincent Gardner – trombon (spår 2, 3)
- Brian Blade – akustisk gitarr (spår 12), trummor (spår 1, 4–11)
- John Hart – gitarr
- Adam Rogers – gitarrer (spår 12)
- Kenneth Banks – piano (spår 2, 10), hammondorgel (spår 2, 5, 9), Fender Rhodes (spår 1)
- Jon Cowherd – piano (spår 4, 6, 8, 9, 11), Fender Rhodes (spår 4, 7, 10, 11)
- Danílo Perez – piano (spår 3)
- Sam Yahel – hammondorgel (spår 1)
- Monte Croft – marimba (spår 8), vibrafon (spår 4)
- Sarah Adams – viola (spår 6, 8, 10)
- Ronald Carbone – viola (spår 6, 8, 10)
- Crystal Garner – viola (spår 6, 8, 10)
- Judy Witmerr – viola (spår 6, 8, 10)
- Ellen Westerman – cello (spår 6, 8, 10)
- Joe Kimura – cello (spår 6, 8, 10)
- Caryl Paisner – cello (spår 6, 8, 10)
- Mark Shuman – cello (spår 6, 8, 10)
- Doug Weiss – bas
- Terreon Gully – trummor (spår 2, 3)
- Jeff Haynes – slagverk (spår 1, 3–9, 11)

## Listplaceringar
| Lista (2003) | Topplacering |
| ------------ | ------------ |
| Frankrike    | 73           |